# Miamira
Miamira is een geslacht van weekdieren uit de klasse van de Gastropoda (slakken).

## Soorten
- Miamira alleni (Gosliner, 1996)
- Miamira flavicostata Baba, 1940
- Miamira magnifica Eliot, 1904
- Miamira miamirana (Bergh, 1875)
- Miamira moloch (Rudman, 1988)
- Miamira sinuata (van Hasselt, 1824)